# Josef Komárek (politik)
Josef Komárek byl český a československý politik Komunistické strany Československa a poúnorový poslanec Národního shromáždění ČSR.

## Biografie
Od roku 1950 působil jako předseda Místního národního výboru v obci Třesovice na Královéhradecku, tehdy jako velmi mladý funkcionář, navíc ve vojenské službě. Byl totiž předsedou MNV zvolen již několik týdnů před koncem vojenské služby. Pracoval v kotlárně Škodových závodů v Hradci Králové. Podílel se na vzniku JZD v Třesovicích.
Ve volbách roku 1954 byl zvolen do Národního shromáždění za KSČ ve volebním obvodu Liberec. V Národním shromáždění zasedal do konce jeho funkčního období, tedy do voleb v roce 1960. K roku 1954 se profesně uvádí jako kotlář v Závodech Vítězného února.